# Секс и живот
Секс и живот (енгл. Sex/Life) америчка је телевизијска серија коју је створила Стејси Рукејсер за Netflix. Темељи се на роману 44 поглавља о 4 мушкарца књижевнице Б. Б. Истон. Премијера је приказана је 25. јуна 2021. У септембру 2021. наручена је друга сезона, која је приказана 2. марта 2023. У априлу 2024. серија је отказана након две сезоне.

## Радња
Удату жену и мајку обузима њена смела сексуална прошлост када се поново појави злочести бивши дечко о коме не може да престане да машта.

## Улоге
| Глумац         | Улога           |
| -------------- | --------------- |
| Сара Шахи      | Били Ман Конели |
| Мајк Вогел     | Купер Конели    |
| Адам Демос     | Бред Сајмон     |
| Маргарет Одет  | Саша Сноу       |
| Клио Ентони    | Кам             |
| Дарије Хомајун | Маџид           |

## Епизоде

### Преглед серије
| Сезона | Сезона | Епизоде | Епизоде | Оригинална објава | Оригинална објава |
| ------ | ------ | ------- | ------- | ----------------- | ----------------- |
|        | 1.     | 8       | 8       | 25. јун 2021.     | 25. јун 2021.     |
|        | 2.     | 6       | 6       | 2. март 2023.     | 2. март 2023.     |

### 1. сезона (2021)
| Бр. еп. (укупно) | Бр. еп. (у сезони) | Наслов | Редитељ         | Сценариста      | Премијера     |
| ---------------- | ------------------ | ------ | --------------- | --------------- | ------------- |
| 1                | 1                  |        | Патриша Розема  | Стејси Рукејсер | 25. јун 2021. |
| 2                | 2                  |        | Патриша Розема  | Стејси Рукејсер | 25. јун 2021. |
| 3                | 3                  |        | Џесика Борсицки | Џордан Холи     | 25. јун 2021. |
| 4                | 4                  |        | Џесика Борсицки | Џесика Борсицки | 25. јун 2021. |
| 5                | 5                  |        | Самира Радси    | Џејми Дениг     | 25. јун 2021. |
| 6                | 6                  |        | Самира Радси    | Рашида Брејди   | 25. јун 2021. |
| 7                | 7                  |        | Шери Фолксон    | Кимберли Карп   | 25. јун 2021. |
| 8                | 8                  |        | Шери Фолксон    | Стејси Рукејсер | 25. јун 2021. |

### 2. сезона (2023)
| Бр. еп. (укупно) | Бр. еп. (у сезони) | Наслов | Редитељ         | Сценариста                   | Премијера     |
| ---------------- | ------------------ | ------ | --------------- | ---------------------------- | ------------- |
| 9                | 1                  |        | Џесика Борсицки | Стејси Рукејсер              | 2. март 2023. |
| 10               | 2                  |        | Џесика Борсицки | Џај Тигет                    | 2. март 2023. |
| 11               | 3                  |        | Џесика Борсицки | Џејми Дениг                  | 2. март 2023. |
| 12               | 4                  |        | Рејчел Рамист   | Кимберли Карп                | 2. март 2023. |
| 13               | 5                  |        | Шери Фолксон    | Џордан Холи и Марија Магенти | 2. март 2023. |
| 14               | 6                  |        | Шери Фолксон    | Стејси Рукејсер              | 2. март 2023. |